# Živko Gocić
Živko Gocić (in serbo Живко Гоцић?; Belgrado, 22 agosto 1982) è un ex pallanuotista e allenatore di pallanuoto serbo, allenatore del Novi Beograd.

## Carriera
Inizia a giocare a pallanuoto nel 1990, a solo 8 anni, nelle giovanili del Partizan Belgrado. Dopo esser passato per le varie categorie, esordisce in prima squadra nella stagione 1998-1999.
Con la calottina della nazionale serba conquista due titoli mondiali e cinque europei, oltre a due bronzi olimpici, due Coppe del Mondo, nove World League e un oro ai Giochi del Mediterraneo.

## Palmarès

### Giocatore

#### Club

##### Trofei nazionali
- Campionato serbo-montenegrino: 1

Partizan: 2001-2002
- Coppa di Serbia e Montenegro: 1

Partizan: 2001-2002
- Campionato serbo: 3

Partizan: 2007-2008, 2008-2009, 2009-2010
- Coppa di Serbia: 3

Partizan: 2007-2008, 2008-2009, 2009-2010
- Campionato ungherese: 3

Szolnok: 2015, 2016, 2017
- Coppa d'Ungheria: 3

Szolnok: 2014, 2016, 2017

##### Trofei internazionali
- Euro Interliga: 1

Partizan: 2009-2010
- LEN Champions League: 1

Szolnok: 2016-2017
- Supercoppa LEN: 1

Szolnok: 2017

#### Nazionale
- Olimpiadi

Pechino 2008: 
Londra 2012: 
Rio de Janeiro 2016: 
- Mondiali

Roma 2009: 
Kazan' 2015: 
Shanghai 2011: 
- Europei

Kranj 2003: 
Belgrado 2006: 
Málaga 2008: 
Zagabria 2010: 
Eindhoven 2012: 
Budapest 2014: 
Belgrado 2016: 
- Coppa del Mondo

Budapest 2006: 
Oradea 2010: 
- World League

Belgrado 2005: 
Atene 2006: 
Berlino 2007: 
Genova 2008: 
Niš 2010: 
Firenze 2011: 
Čeljabinsk 2013: 
Dubai 2014: 
Bergamo 2015: 
Podgorica 2009: 

### Allenatore

#### Club

##### Trofei nazionali
- Campionato ungherese: 1

Szolnok: 2021
- Campionato serbo: 2

Novi Beograd: 2023, 2024
- Coppa di Serbia: 2

Novi Beograd: 2023-24, 2024-25

##### Trofei internazionali
- LEN Euro Cup: 1

Szolnok: 2020-21
- Lega Adriatica: 1

Novi Beograd: 2023-24